# Pteris brevis
Pteris brevis är en kantbräkenväxtart som beskrevs av Edwin Bingham Copeland. Pteris brevis ingår i släktet Pteris och familjen Pteridaceae. Inga underarter finns listade.